# Anna Berreiter
Anna Berreiter, född 3 september 1999 i Berchtesgaden, är en tysk rodelåkare.

## Karriär
Aparjode tävlade för Tyskland vid olympiska vinterspelen 2022 i Peking, där hon tog silver i damernas singel.